# Maronne
La Maronne est une rivière française du Massif central qui coule dans les départements du Cantal et de la Corrèze, en régions Auvergne-Rhône-Alpes et Nouvelle-Aquitaine. C'est un affluent de rive gauche de la Dordogne.

## Géographie

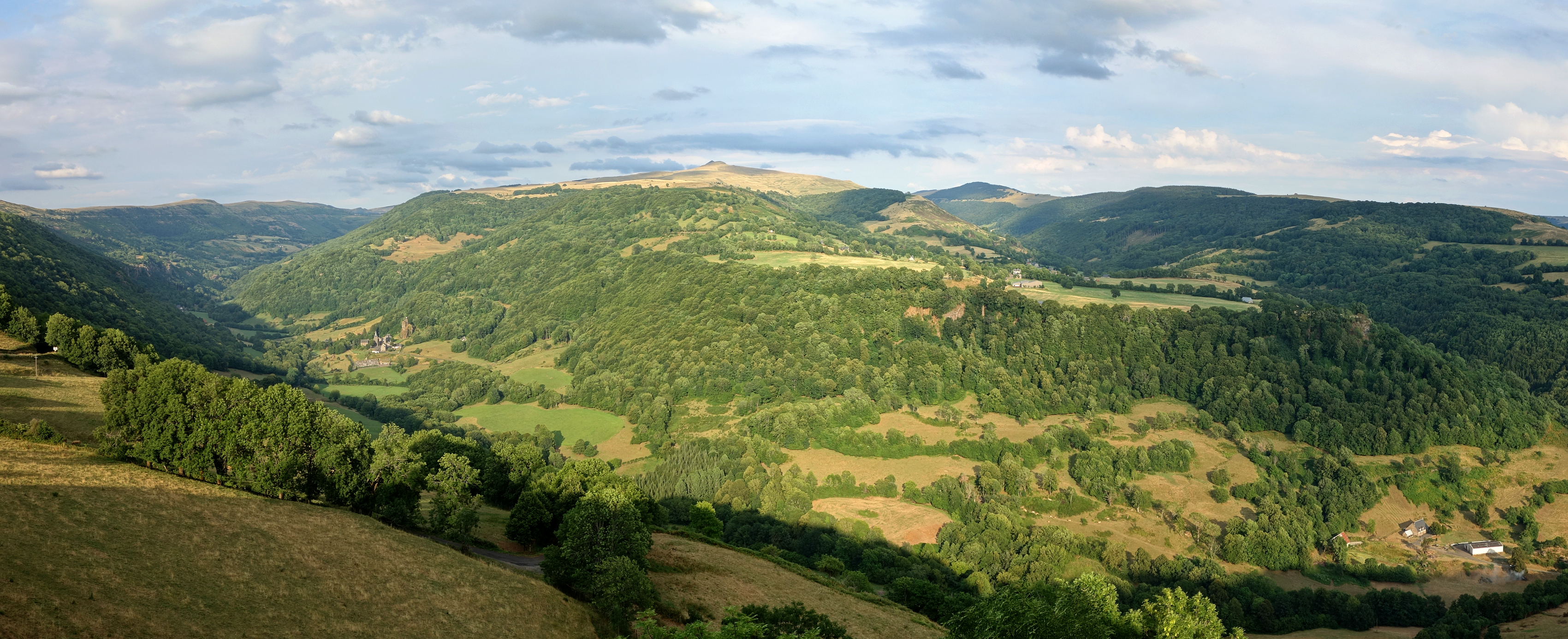
La vallée de la Maronne vue depuis Salers.

La Maronne prend sa source vers 1 430 mètres d’altitude en Auvergne-Rhône-Alpes, dans le Massif cantalien et le département du Cantal, sur la commune de Saint-Paul-de-Salers, sur les pentes septentrionales du roc des Ombres.
Elle chute d'une hauteur de 22 mètres à la cascade du roc des Bancs, passe à deux reprises sous la route départementale (RD) 37, longeant le petit bourg de Saint-Paul-de-Salers par le nord, puis passe en contrebas du village de Salers. Sur sa gauche, elle reçoit le ruisseau du Rat, est franchie par la RD 35 au pont de Saingoux, et reçoit encore à gauche l'Aspre. Au village de Salles, elle passe sous la RD 537, puis traverse le bourg de Saint-Martin-Valmeroux, franchie par la RD 922.
Elle passe sous la RD 247, puis au sud des bourgs de Sainte-Eulalie et de Loupiac, sous la RD 27 au pont de Chabus, sous la RD 6 au sud-ouest de Saint-Christophe-les-Gorges et alimente la retenue d'Enchanet longue d'une quinzaine de kilomètres. La Maronne est franchie par une ancienne ligne ferroviaire au viaduc de la Maronne et reçoit presque aussitôt sur la gauche son principal affluent, l'Etze. Au barrage d'Enchanet, la RD 61 franchit la Maronne. Le ruisseau d'Incon la rejoint sur sa droite. Elle alimente ensuite la retenue du Gour Noir, passe sous la RD 2 au pont des Estourocs, marque pour dix kilomètres à partir de cet endroit la limite départementale et régionale entre Cantal (région Auvergne-Rhône-Alpes) et Corrèze (région Nouvelle-Aquitaine), reçoit le Riou Tort à droite et est arrêtée par le barrage du Gour Noir. Elle est ensuite franchie par le pont interdépartemental des RD 7 (Cantal) et 111E2 (Corrèze), est grossie successivement en rive gauche par le ruisseau du Cayrou puis par le ruisseau de la Bedaine, confluent à partir duquel la Maronne cesse de servir de limite départementale et régionale, entrant définitivement en Corrèze.
Elle passe sous la RD 13, contourne les tours de Merle par un méandre, reçoit à droite le Gourdaloup et alimente la retenue du barrage de Hautefage — longue d'environ huit kilomètres — dans laquelle débouche en rive droite la Glane de Malesse. Après le barrage de Hautefage, la Maronne reçoit en rive gauche le ruisseau de la Pagésie, est franchie par la RD 1120 à la Broquerie, reçoit encore sur sa gauche le ruisseau du Peyret et entre sur la commune d'Argentat-sur-Dordogne, passant sous la RD 33 au pont de Basteyroux, puis sous la RD 116.
Elle se jette dans la Dordogne en rive gauche, à 167 m d'altitude, deux kilomètres et demi au sud-sud-ouest du centre-ville d'Argentat, en limite des communes d'Argentat-sur-Dordogne et de Monceaux-sur-Dordogne.
Toute la partie amont de la Maronne jusqu'à la commune de Saint-Martin-Valmeroux incluse, se situe à l'intérieur du parc naturel régional des Volcans d'Auvergne. Au-delà, depuis Sainte-Eulalie jusqu'à Argentat, la Maronne s'écoule dans des gorges hautes de cent à deux cents mètres. Hormis trois kilomètres au niveau des tours de Merle, le cours de la Maronne sert de limite aux communes qu'elle borde, depuis Besse et Pleaux jusqu'à La Chapelle-Saint-Géraud et Hautefage.
De direction générale est-ouest, la Maronne est longue de 92,57 km.

### Communes, arrondissements et départements traversés
La Maronne arrose 21 communes, réparties sur deux départements. D'amont vers l'aval se succèdent : 
- dix communes dans le Cantal (arrondissements d'Aurillac et de Mauriac) : Saint-Paul-de-Salers (source), Fontanges, Saint-Martin-Valmeroux, Sainte-Eulalie, Besse, Pleaux, Saint-Martin-Cantalès, Arnac, Cros-de-Montvert et Rouffiac ;
- et onze en Corrèze, dans l'arrondissement de Tulle : Saint-Julien-aux-Bois, Saint-Cirgues-la-Loutre, Saint-Geniez-ô-Merle, Goulles, Saint-Bonnet-les-Tours-de-Merle, Sexcles, Hautefage, Mercœur, La Chapelle-Saint-Géraud, Argentat-sur-Dordogne (confluence avec la Dordogne) et Monceaux-sur-Dordogne (confluence).

### Affluents et nombre de Strahler
Parmi les 59 affluents répertoriés par le Sandre, les dix plus longs sont, d'amont vers l'aval :
- le ruisseau du Rat, avec 9,37 km[6] en rive gauche ;
- l'Aspre, avec 14,66 km[7] en rive gauche ;
- l'Etze, ou ruisseau de Conne et ruisseau de Sévinières dans sa partie amont, 21,6 km[8] en rive gauche ;
- le ruisseau d'Incon (ou l'Incon[9], ou ruisseau d'Encon, ou ruisseau de Lagarde dans sa partie amont), 26,64 km[10] en rive droite ;
- le Riou Tort (ou Rioux Tort[9], ou ruisseau d'Albois dans sa partie amont), qui se jette dans la retenue du barrage du Gour Noir, 12,79 km[11] en rive droite ;
- le ruisseau du Cayrou, 11,74 km[12] en rive gauche ;
- le ruisseau de la Bedaine (ou Bedaine[9], ou ruisseau de Vialore dans sa partie amont), qui sert de limite entre Cantal et Corrèze et passe au pied des ruines des tours de Carbonnières, 12,36 km[13] en rive gauche ;
- le Gourdaloup, qui borde le bourg de Saint-Cirgues-la-Loutre 10,06 km[14] en rive droite ;
- la Glane de Malesse (ou Glane[9], ou dans sa partie amont Glane d'Ancèze, ou Glane Dancèze), 18,06 km[15] en rive droite ;
- le ruisseau de la Pagésie (ou ruisseau d'Artigues dans sa partie amont), avec 9,58 km[16] en rive gauche.

Principal affluent de la Maronne par l'étendue de son bassin versant, l'Etze a trois sous-affluents qui ont eux-mêmes des sous-affluents (un pour le ruisseau Négro, deux pour le ruisseau d'Ugeols, et quatre pour la Doire,,,).
De ce fait, le nombre de Strahler de la Maronne est de six.

### Bassin versant
Le bassin versant de la Maronne s'étend sur 823 km2.
Outre les 21 communes irriguées par la Maronne, le bassin en concerne également 27 autres : 
- Le Fau et Saint-Projet-de-Salers arrosées par l'Aspre[7] ;
- Nieudan, Saint-Illide, Saint-Santin-Cantalès et Saint-Victor baignées par l'Etze[8] ;
- Ayrens, Freix-Anglards et Jussac arrosées par le ruisseau de Braulle[24], affluent de l'Etze ;
- Crandelles, Saint-Paul-des-Landes et Teissières-de-Cornet arrosées par le ruisseau du Meyrou[25], affluent de l'Etze ;
- Saint-Chamant et Saint-Cirgues-de-Malbert arrosées par la Bertrande[26], principal affluent de l'Etze ;
- Girgols, Lascelle, Saint-Cernin et Tournemire arrosées par la Doire[27], affluent de la Bertrande ;
- Ally et Barriac-les-Bosquets baignées par le ruisseau d'Incon[10] ;
- Chaussenac arrosée par le ruisseau d'Escladines[28], affluent du ruisseau d'Incon ;
- Auriac et Rilhac-Xaintrie arrosées par le ruisseau de Polprat[29], affluent du Riou Tort ;
- Montvert arrosée par le ruisseau de la Bedaine[13] ;
- Saint-Privat baignée par la Glane d'Ancèze[15] ;
- Saint-Julien-le-Pèlerin arrosée par le ruisseau de la Pagésie[16] ;
- Camps-Saint-Mathurin-Léobazel arrosée par le ruisseau du Peyret[30], affluent de la Maronne.

## Hydrologie
Le débit de la Maronne a fait l'objet de mesures en quatre lieux différents : à Sainte-Eulalie depuis 1934, à Enchanet (Pleaux) entre 1961 et 2014, à Cros-de-Montvert entre 1939 et 1945, et à Argentat depuis 1918.

### La Maronne à Argentat
Le débit de la Maronne a été observé sur une période de 103 ans (1918-2020), à la station hydrologique du pont de Basteyroux à Argentat, située environ trois kilomètres et demi en amont de son confluent avec la Dordogne. Le bassin versant de la rivière y est de 821 km2.
Sur cette période, le module de la rivière à Argentat est de 19,9 m3/s.
La Maronne présente les fluctuations saisonnières de débit assez importantes et typiques des rivières de régime nivo-pluvial du Massif central, avec des crues d'hiver-printemps portant le débit mensuel moyen entre 19,6 et 33,6 m3/s, de novembre à mai inclus (avec un maximum en février), et des basses eaux d'été de juillet à septembre, avec une baisse du débit moyen mensuel jusqu'au niveau de 4,76 m3/s au mois d'août. Cependant ces chiffres ne sont que des moyennes et les fluctuations de débit peuvent être plus importantes selon les années et sur des périodes plus courtes.

### Étiage ou basses eaux
À l'étiage le VCN3 peut chuter jusque 0,28 m3/s, en cas de période quinquennale sèche, soit 280 litres par seconde, ce qui représente 1,4 % du module.

### Crues
Les crues peuvent s'avérer fort importantes. Les QIX 2 et QIX 5 valent respectivement 140 et 210 m3/s. Le QIX 10 est de 260 m3/s et le QIX 20 de 300 m3/s. Quant au QIX 50, il est de 360 m3/s.
À titre de comparaison, le QIX 50 de la Marne à proximité de Paris vaut 700 m3/s. On voit ainsi que le QIX 50 de la « petite rivière longue de 92 kilomètres et dotée d'un petit bassin » qu'est la Maronne, vaut plus de la moitié de celui de la Marne à proximité de Paris, rivière cinq fois plus longue que la Maronne et dont le bassin versant est quinze fois plus étendu.
Durant la période 1918-2020, le débit journalier maximal enregistré à la station d'Argentat a été de 395 m3/s le 11 décembre 1940. Il s'agissait donc d'une crue plus que cinquantennale, peut-être d'ordre centennal, voire plus ; depuis lors, la plus haute valeur du débit instantané maximal enregistré a été de 251 m3/s le 3 janvier 1994.

### Lame d'eau et débit spécifique
La lame d'eau écoulée dans le bassin de la Maronne est de 769 millimètres annuellement, ce qui est très élevé, largement supérieur, tant à la moyenne d'ensemble de la France, qu'à celle du bassin versant de la Dordogne (518 millimètres). Le débit spécifique (ou Qsp) se monte à 24,3 litres par seconde et par kilomètre carré de bassin.

## Organisme gestionnaire
La Maronne dépend de l'Établissement public territorial du bassin de la Dordogne (EPIDOR).

## Hydroélectricité
Trois barrages hydroélectriques ont été aménagés sur le cours de la Maronne : le barrage d'Enchanet, établi entre Arnac et Pleaux, celui du Gour Noir, entre Saint-Julien-aux-Bois et Cros-de-Montvert, et le barrage de Hautefage, entre Hautefage et Sexcles.

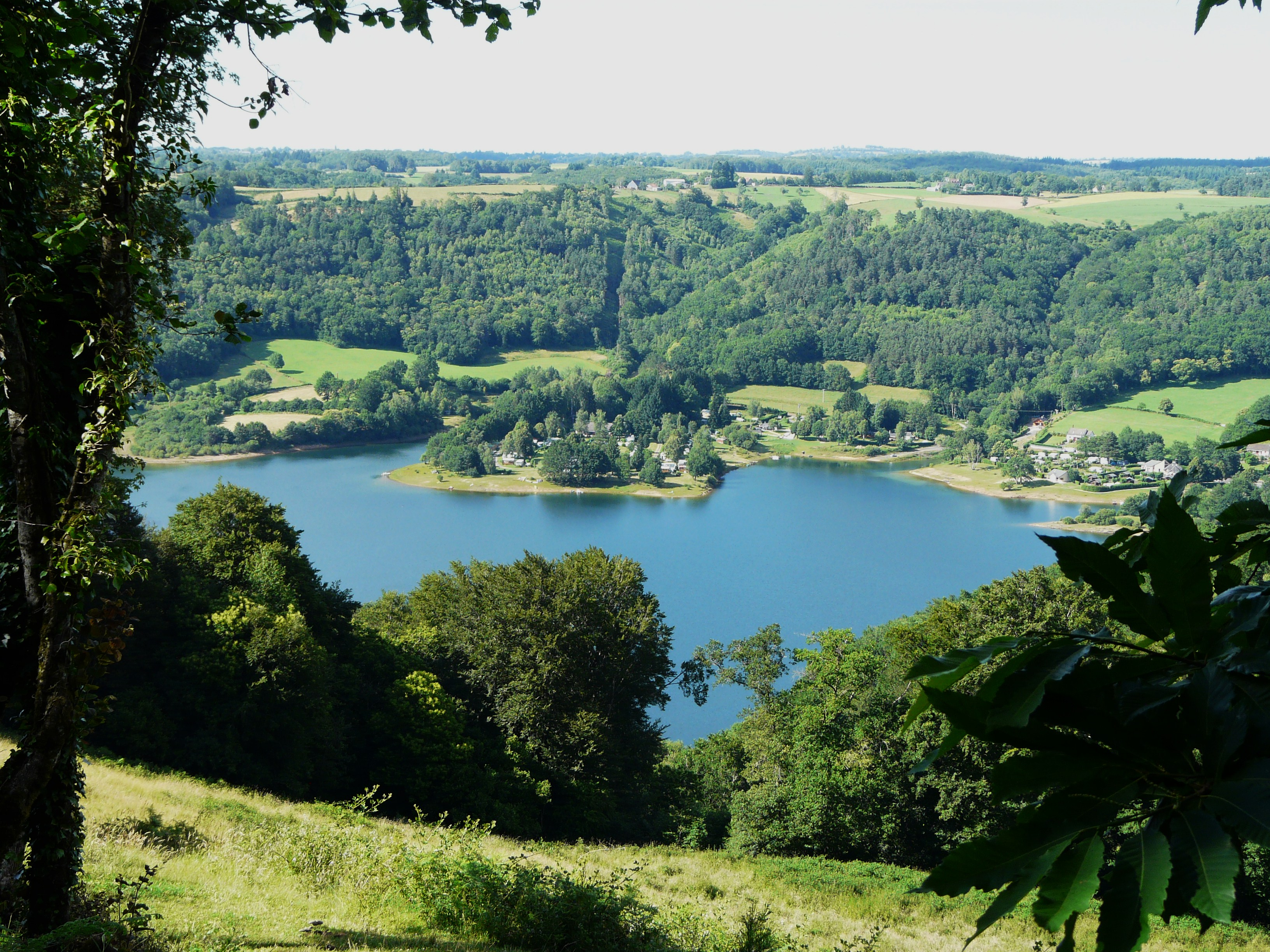
La retenue du barrage d'Enchanet.
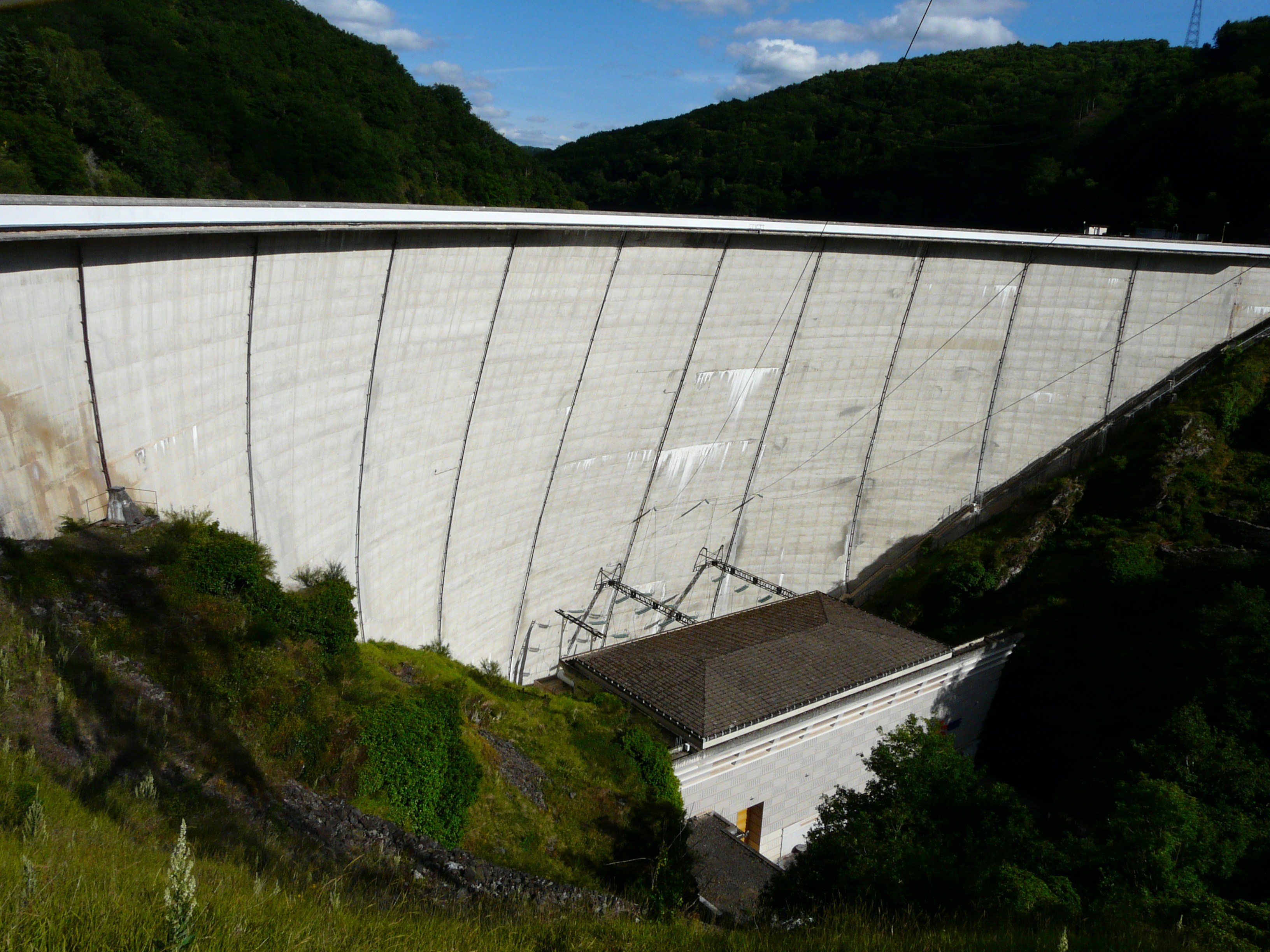
Le barrage d'Enchanet.
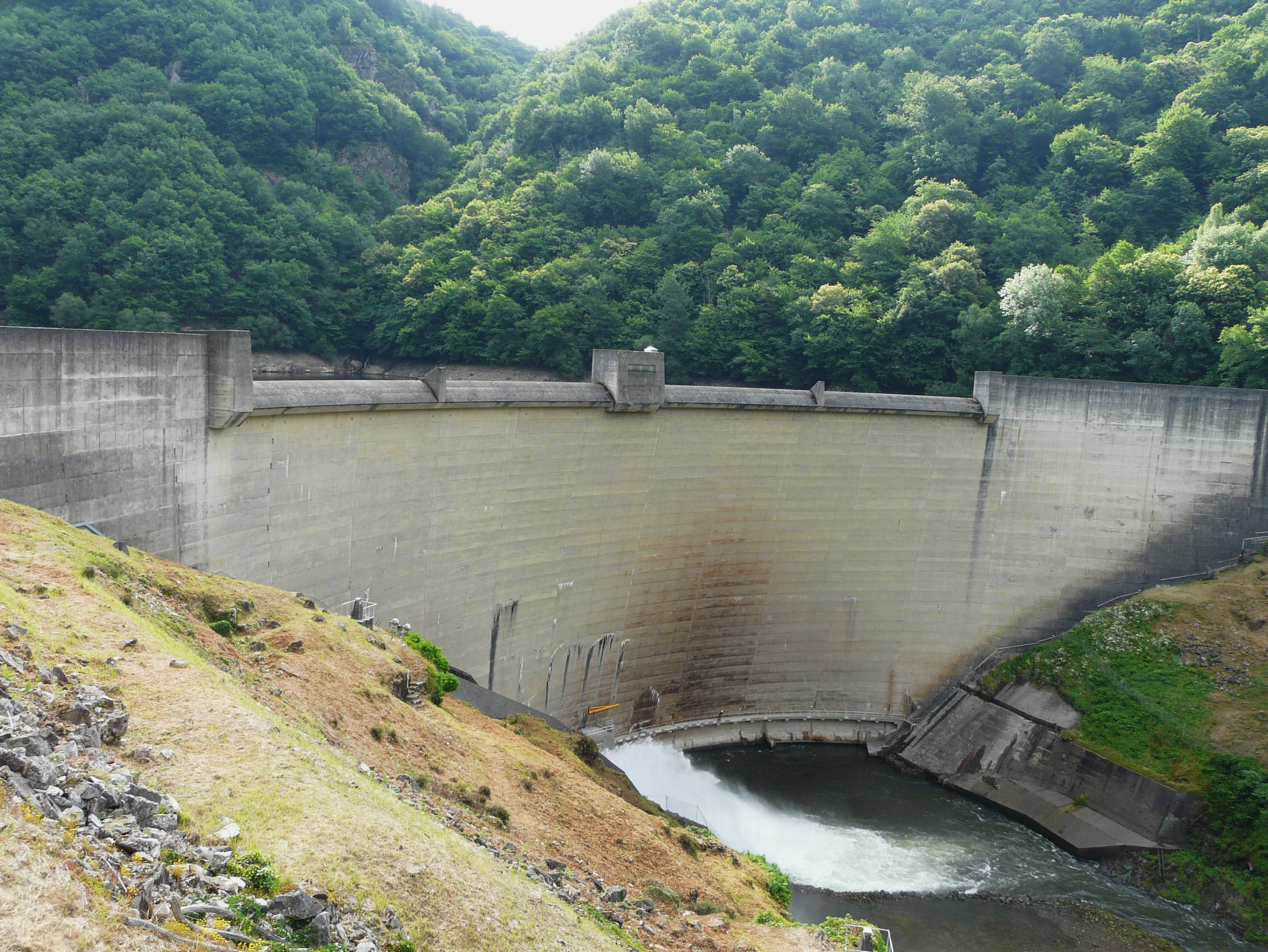
Le barrage de Hautefage.

## Environnement
Plusieurs zones sont protégées à divers titres le long du cours de la Maronne.

### Parc naturel
Depuis sa source jusqu'à la commune de Saint-Martin-Valmeroux incluse, la rivière est comprise dans le parc naturel régional des Volcans d'Auvergne. Elle y est franchie par le GR 400 qui fait le tour du volcan cantalien.

### Natura 2000
Le Réseau Natura 2000 distingue trois zones importantes sur le cours de la Maronne :
- sur le premier kilomètre de son parcours, la Maronne s'écoule dans une zone de landes et de pelouses sèches montagnardes propices à une flore spécifique[39],[40] ;
- constituée de gorges boisées offrant de fortes pentes, la partie comprise depuis la retenue du barrage du Gour Noir jusqu'à la retenue du barrage de Hautefage, au niveau de la confluence avec le ruisseau des Escures est répertoriée comme site important  de reproduction et/ou d'hivernage pour de nombreuses espèces de rapaces[41],[42] ;
- bien plus limitée, une aire de 281 hectares située autour du château de Palmont à Fontanges et débordant sur les communes voisines de Saint-Paul-de-Salers et de Saint-Martin-Valmeroux est identifiée comme territoire important de reproduction pour trois espèces de chauves-souris : le Murin à oreilles échancrées (Myotis emarginatus), le Petit rhinolophe (Rhinolophus hipposideros) et le Grand rhinolophe (Rhinolophus ferrumequinum), ainsi que pour la Loutre d'Europe (Lutra lutra)[43],[44].

### ZNIEFF
Plusieurs zones naturelles d'intérêt écologique, faunistique et floristique (ZNIEFF) concernent le cours de la Maronne : quatre dans le Cantal et deux en Corrèze.
Dans le Cantal, la vallée de la Maronne en amont de Saint-Martin-Valmeroux fait partie d'une ZNIEFF de type II, celle des monts du Cantal, très importante par la variété de sa faune et de sa flore,.
Les trois autres ZNIEFF du département sont de type I :
- sur 121 hectares, les falaises de Saint-Paul-de-Salers dominent la Maronne d'une cinquantaine de mètres et servent de lieu de nidification au Hibou grand-duc (Bubo bubo) et au Circaète Jean-le-Blanc (Circaetus gallicus)[47],[48] ;
- sur 295 hectares, une zone pratiquement identique à celle (Natura 2000) du château de Palmont concerne la haute vallée de la Maronne et le bois du Theil[49],[50] ;
- sur plus de 3 500 hectares, depuis Saint-Christophe-les-Gorges jusqu'en aval du barrage du Gour Noir, incluant les parties aval de plusieurs affluents ou sous-affluents (Etze, Bertrande et ruisseau d'Incon) la vallée encaissée est propice à la présence de nombreuses espèces de rapaces[51],[52].

En Corrèze, il existe deux ZNIEFF de type II :
- la première s'étend sur plus de 1 500 hectares depuis la retenue du Gour Noir jusqu'à celle de Hautefage et inclut les parties aval des affluents de la Maronne : le Riou Tort et le ruisseau de la Bedaine. La rivière s'y écoule dans une vallée boisée aux rives encaissées favorisant une flore diversifiée. Côté faune, la vallée abrite, entre autres, des loutres communes (Lutra lutra), cinq espèces de chauves-souris et plusieurs espèces de rapaces[53],[54].
- l'autre ZNIEFF est celle de la vallée de la Dordogne qui inclut la Maronne, en aval du barrage de Hautefage, pour ses derniers kilomètres avant sa confluence avec la Dordogne[55],[56].

### Sites pittoresques
En Corrèze, un site de près de 25 km2 concernant les communes de Goulles, Hautefage, 
Saint-Bonnet-les-Tours-de-Merle, Saint-Geniez-ô-Merle et Sexcles, est inscrit depuis 1977 pour son caractère pittoresque.

## Monuments ou sites remarquables à proximité
- À Saint-Paul-de-Salers, l'église Saint-Paul de styles roman et gothique[58] ;
- Salers, l'un des plus beaux villages de France, est bâti en hauteur et domine la vallée de la Maronne de plus de 200 mètres ;
- à Fontanges, le château de Palmont du XVe siècle[59] ;
- à Saint-Martin-Valmeroux :
  - l'église Saint-Martin des XIIIe et XIVe siècles[60] ;
  - le château de Saint-Pol[61] ;
  - la halle du XVIIe siècle[62] ;
- à Loupiac, commune de Pleaux :
  - les ruines du château de Branzac du XVe siècle[63] ;
  - la chapelle Notre-Dame du Château qui surplombe les gorges de la Maronne[64] ;
- à Saint-Martin-Cantalès :
  - l'église Saint-Martin de styles roman et gothique[65] ;
- les gorges de la Maronne ;
- le barrage d'Enchanet, sa retenue et la base nautique de Longayroux ;
- à Saint-Geniez-ô-Merle :
  - les tours de Merle[66] enserrées dans un méandre de la Maronne ;
  - les ruines de l'ancienne église des XIVe et XVe siècles[67] ;
- à Saint-Bonnet-les-Tours-de-Merle, le château du Rieux du XVIe siècle[68] ;
- le barrage de Hautefage et son lac ;
- à Hautefage, l'église Notre-Dame de styles roman et gothique[69].

## Photothèque

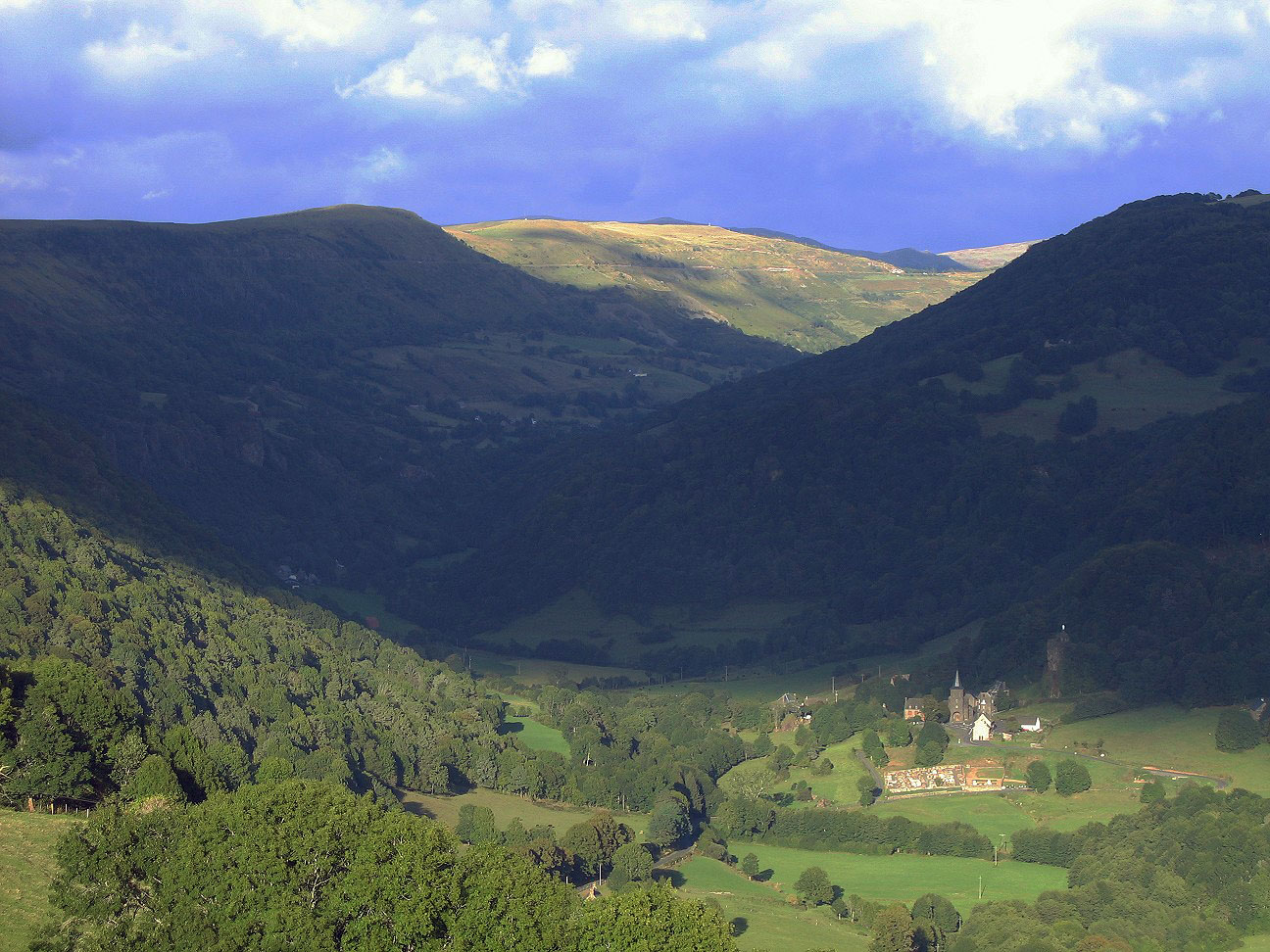
La vallée de la Maronne à Saint-Paul-de-Salers.
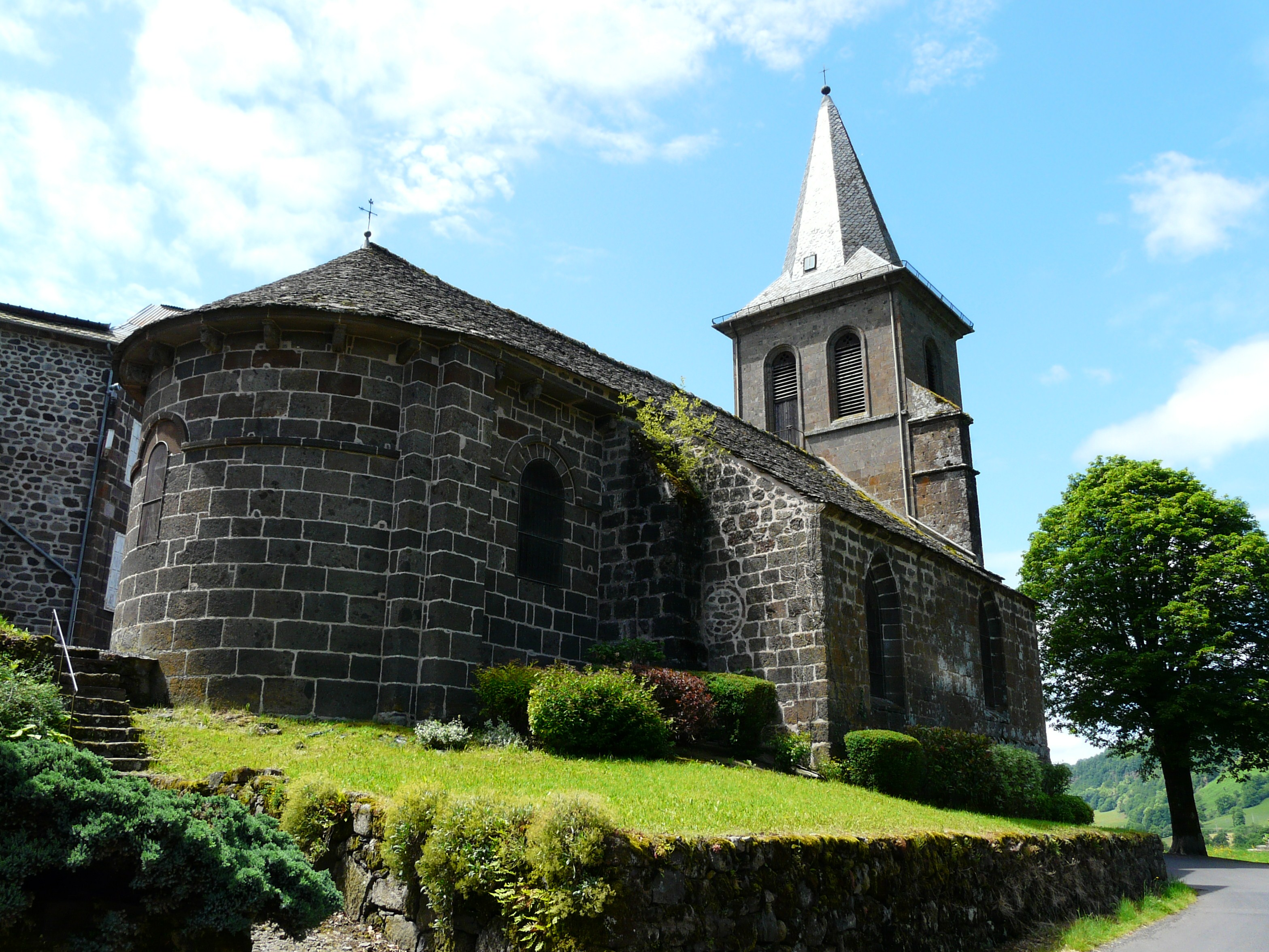
L'église Saint-Paul de Saint-Paul-de-Salers.
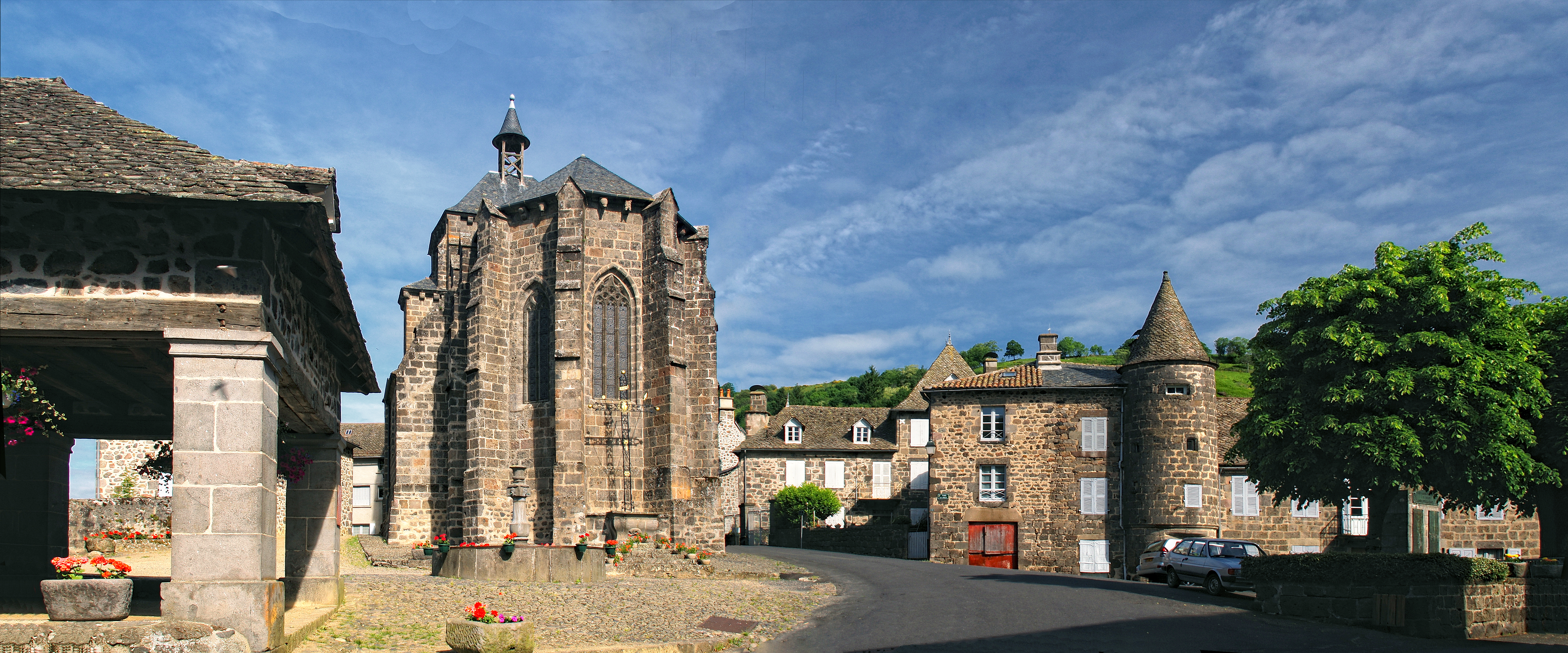
Le centre du bourg de Saint-Martin-Valmeroux.
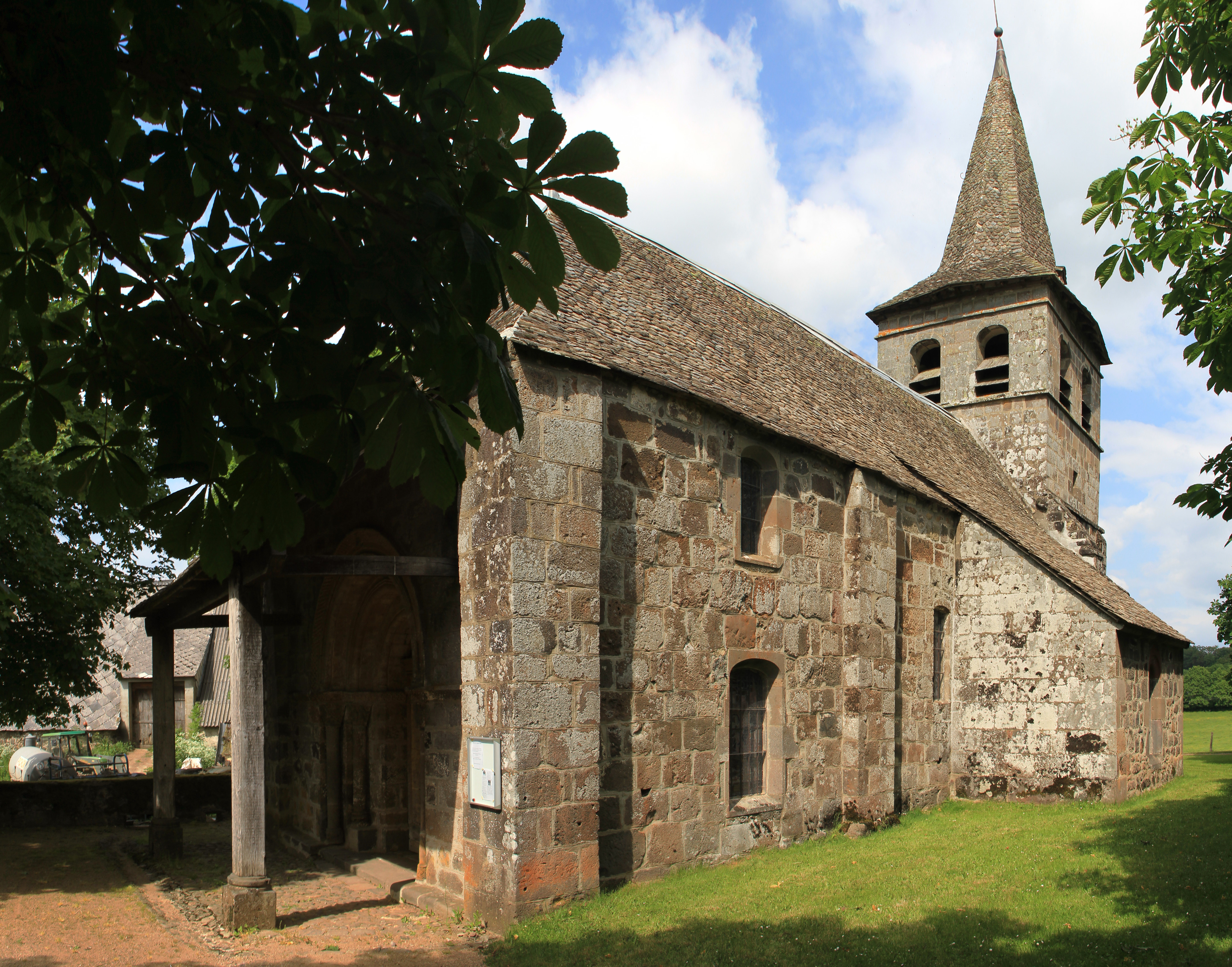
L'église de Saint-Martin-Cantalès.
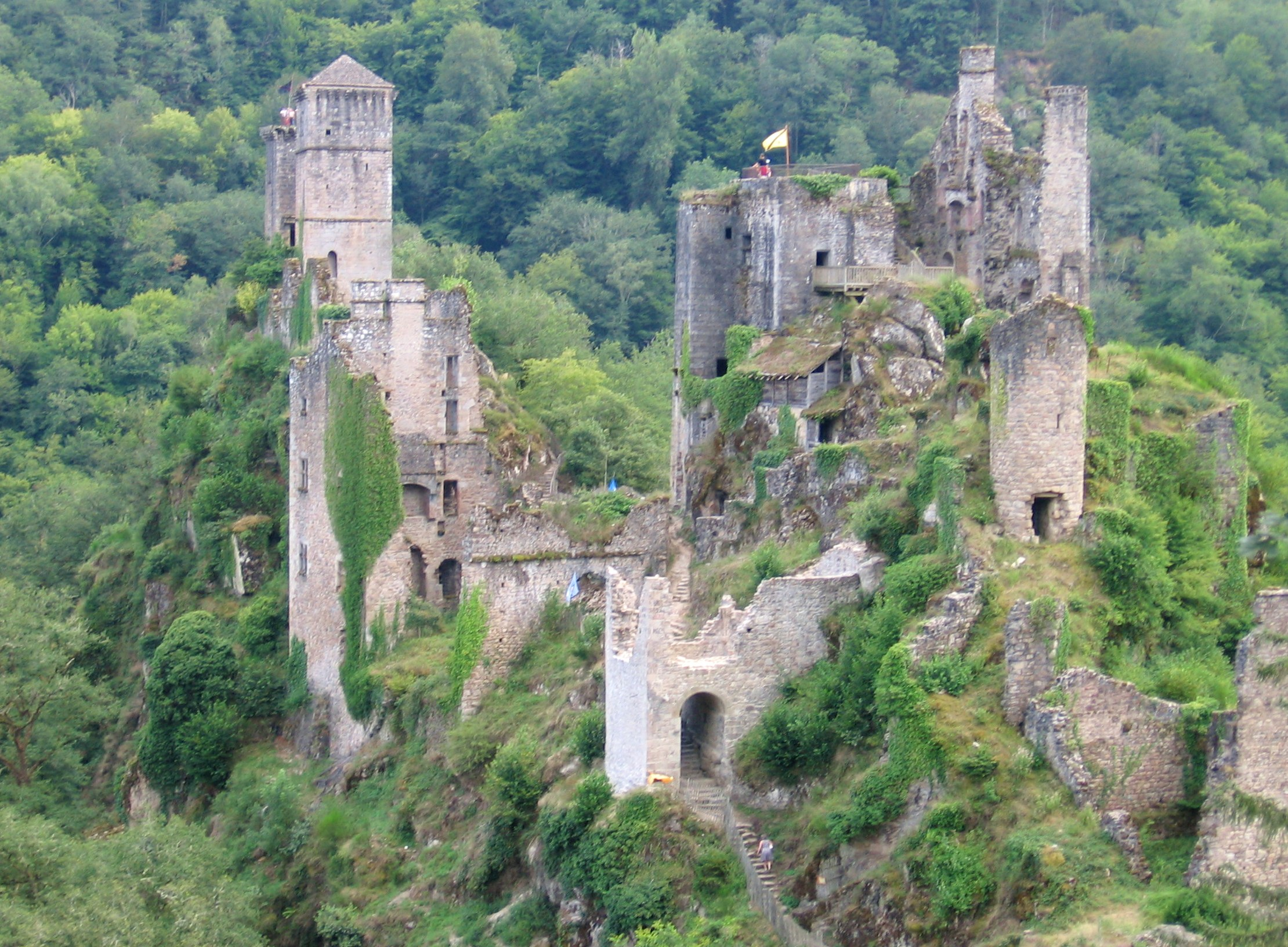
Les tours de Merle.
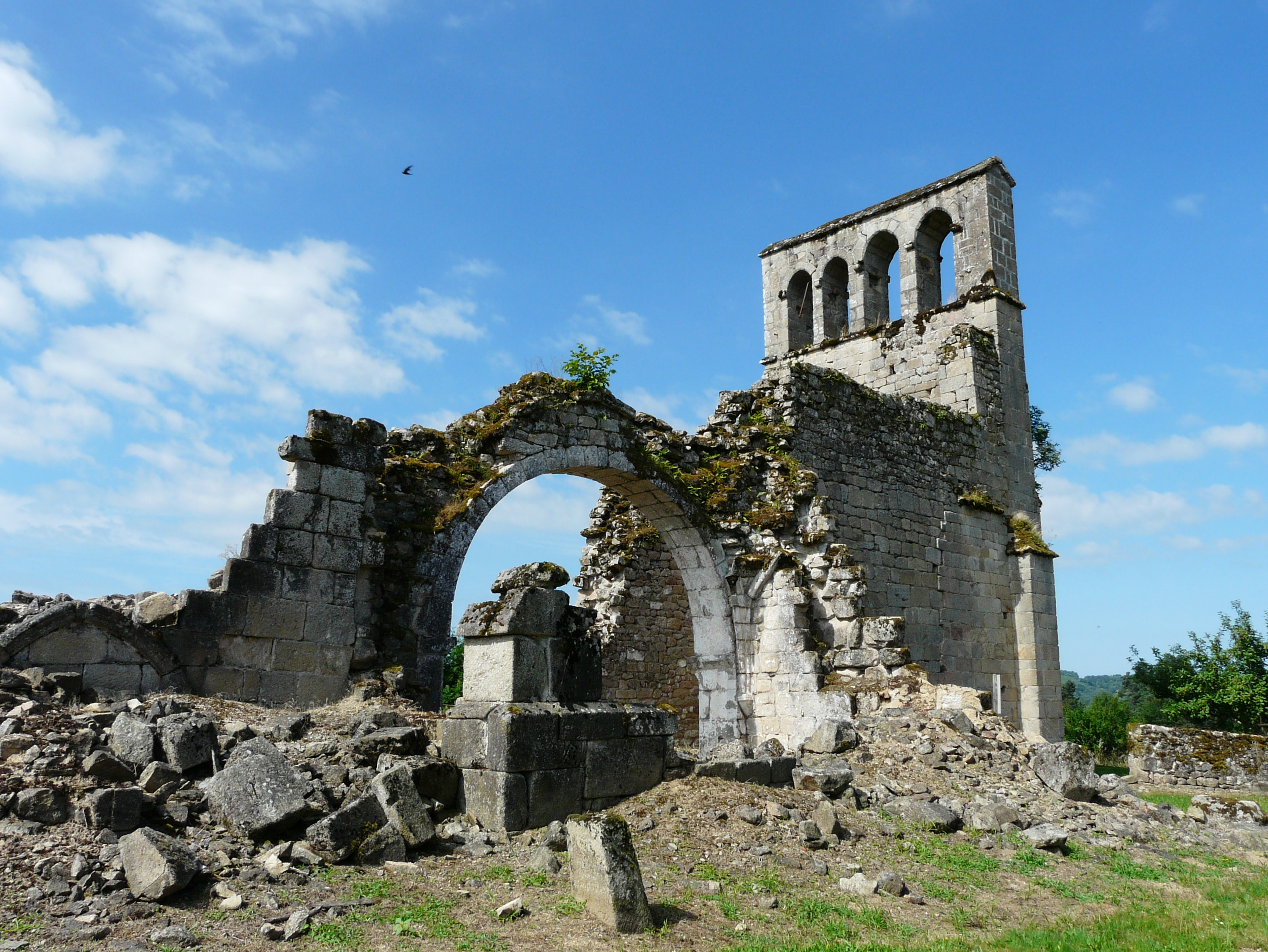
Les ruines de l'église du Vieux Bourg de Saint-Geniez-ô-Merle.
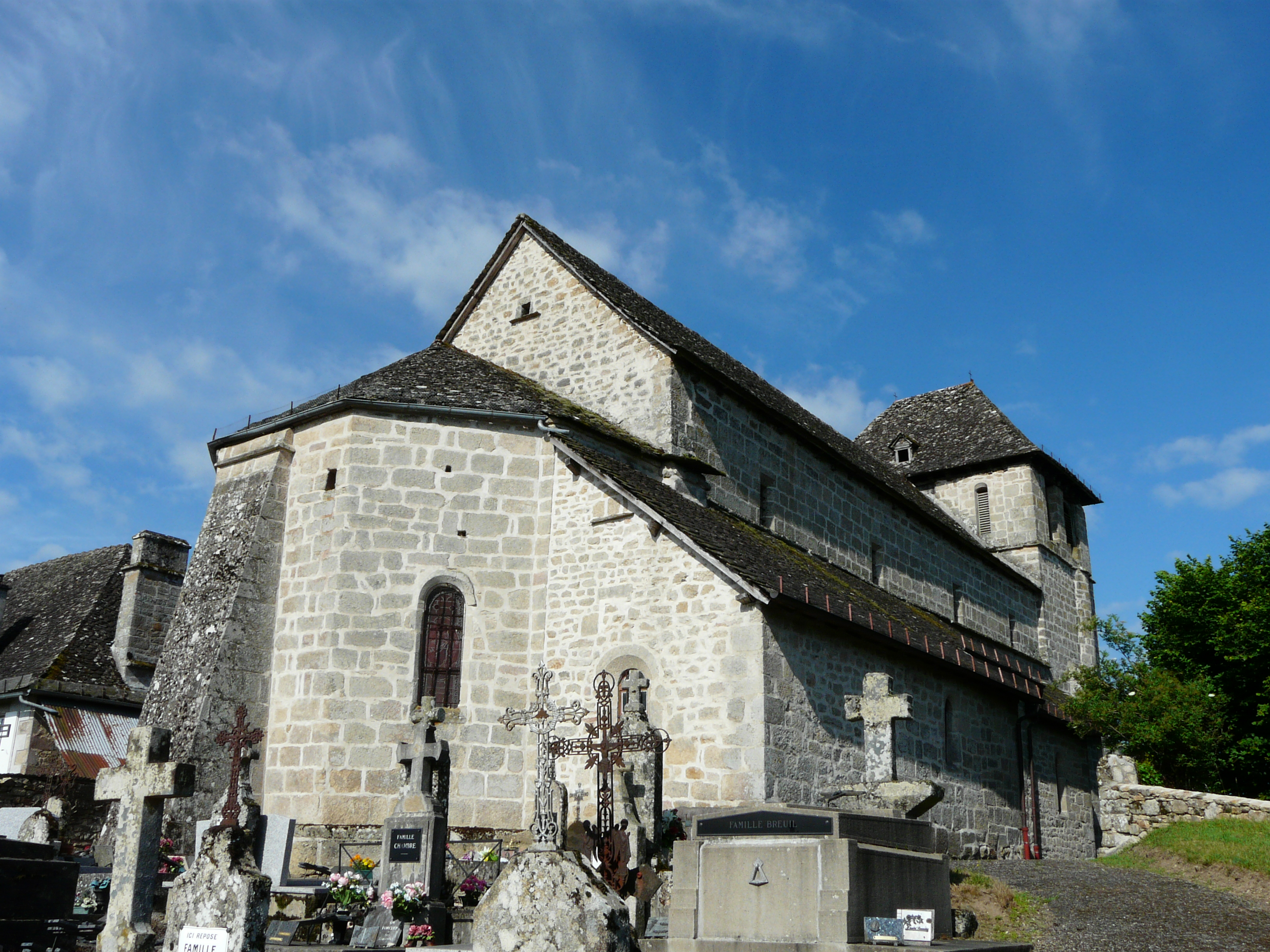
L'église de Hautefage.
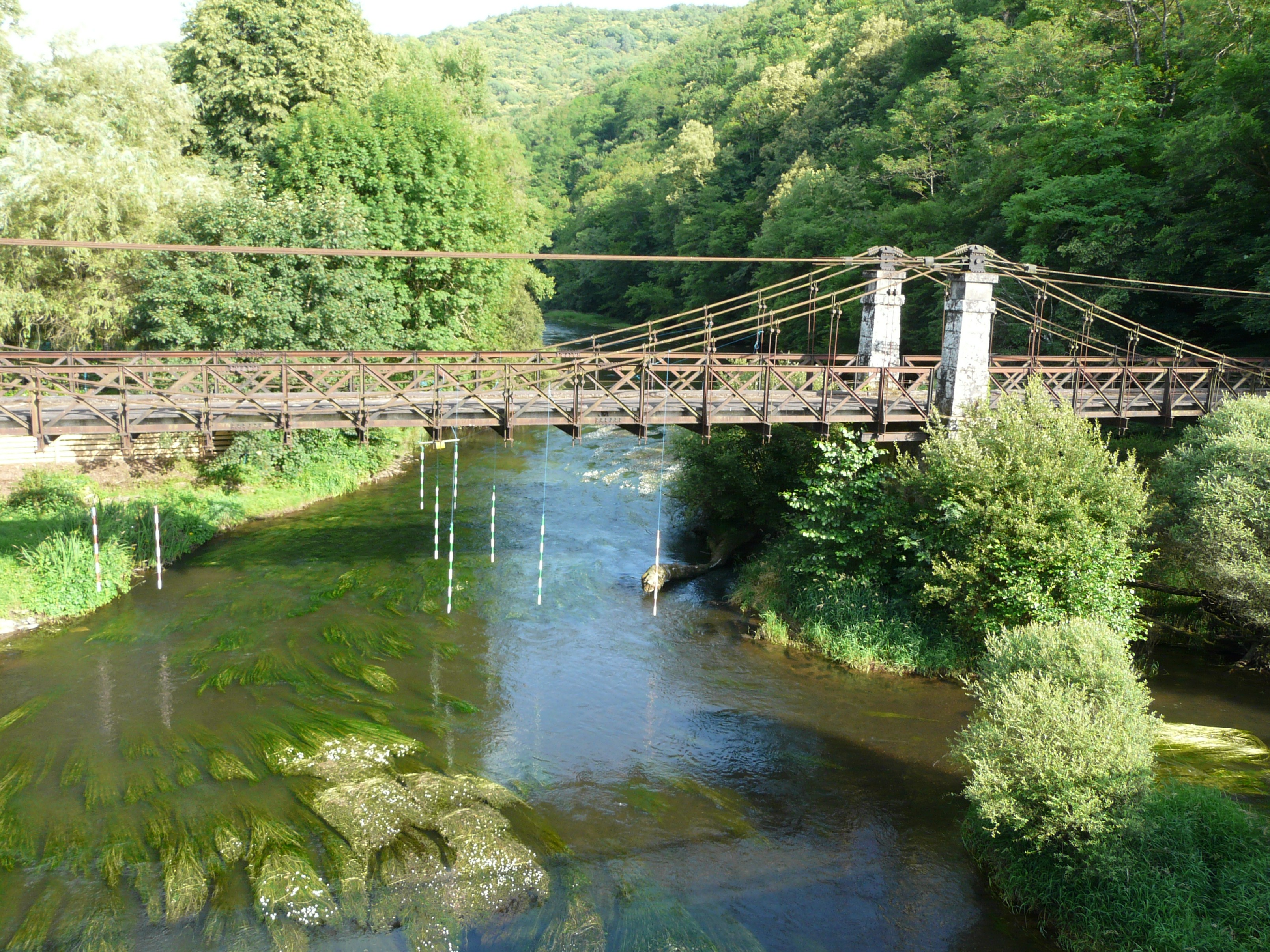
La Maronne en amont de la RD 33 à Argentat.
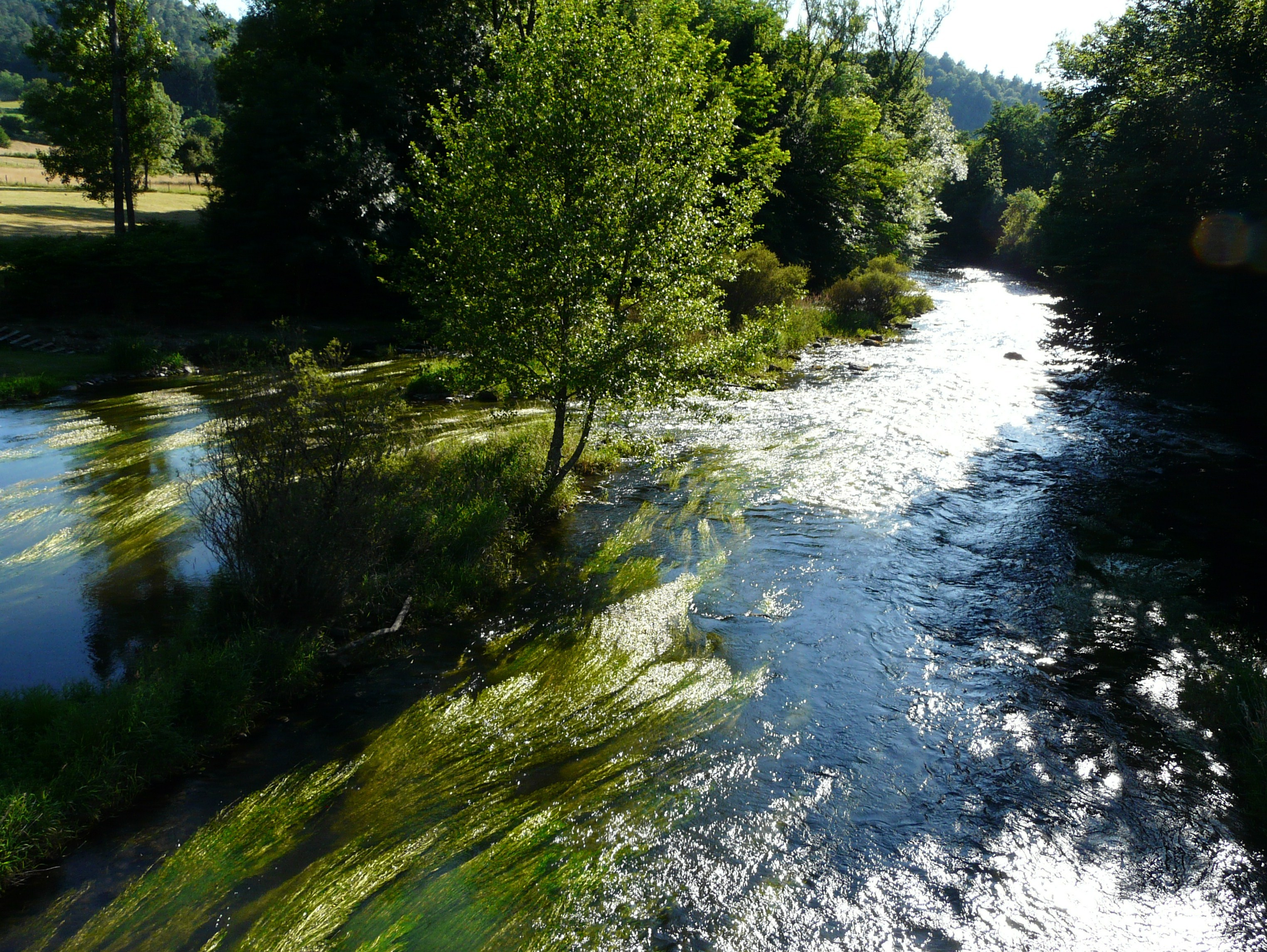
La Maronne en aval de la RD 116 à Argentat.